# Saturday Night’s Main Event
Saturday Night’s Main Event ist ein Fernsehformat des Wrestling-Unternehmens WWE, das zwischen den Jahren 1985 und 1992, sowie 2006 und 2008 ausgestrahlt wurde. Seit 2024 wird die Sendung wieder auf dem Sender NBC ausgestrahlt. Zwei Folgen wurden 1992 außerdem von Fox ausgestrahlt. Im April 2022 hat WWE den Titel „Saturday Night's Main Event“ für Hausshows, die am Samstagabend stattfinden, umfunktioniert. Im September 2024 kündigte WWE im Rahmen einer Vereinbarung zur Verlagerung von SmackDown von Fox auf USA Network an, das Saturday Night's Main Event auf NBC noch einmal wiederzubeleben.

## Ausstrahlung

### 1985–1992
Im Zuge des nach Wrestlemania populär gewordenen Wrestlings begannen sich auch überregionale Kabelfernsehsender für das Format zu interessieren. Der Fernsehsender NBC sendete am 11. Mai 1985 die erste Ausgabe von Saturday Night’s Main Event. Die Ausstrahlung erfolgte unregelmäßig in den Sendepausen von Saturday Night Live, wenn auf diesem Sendeplatz nur Wiederholungen gezeigt worden wären.
Die Sendung war die erste ihrer Art, die Matches zwischen den Superstars der WWE untereinander im Free-TV ausstrahlte. Vorher war es allgemein üblich gewesen, einen Star der jeweiligen Promotion gegen einen Jobber antreten zu lassen.
Insgesamt kam es auch zu vier Titelwechseln:r
- Im Zuge einer Storyline um Ringrichter Dave Hebner und seines käuflichen Doppelgängers (Hebners Zwillingsbruder Earl)  durfte André the Giant am 5. Februar 1988 Hulk Hogan mittels Schiedsrichterbetrugs um den World Heavyweight Title besiegen
- am gleichen Tag schenkte er diesen Ted DiBiase, der Titel wurde danach als vakant erklärt.
- am 29. Juli 1988 besiegten The Brain Busters (Tully Blanchard und Arn Anderson) das Tag Team Demolition um den WWE Tag Team Championship
- am 14. November 1992 durfte Shawn Michaels Davey Boy Smith besiegen und erhielt so zum ersten Mal den Intercontinental Championship

Neben den Kämpfen waren Sketche und Interviews mit den Wrestlern der WWE Bestandteil des Programms. Moderatoren waren Vincent K. McMahon und Jesse Ventura, unterstützt von Bobby Heenan (1986/87). Nachdem Ventura die WWE 1990 verließ,  moderierte McMahon die Veranstaltung zusammen mit Roddy Piper. 1992 wechselte das Format für zwei Ausgaben zu Fox und wurde nach der Episode vom 27. Oktober 1992 eingestellt.

### 2006–2008
Von 2006 bis 2008 wurde eine Neuauflage des Saturday Night’s Main Event probiert. Die Sendezeit wurde von 90 Minuten auf 120 Minuten angehoben, ansonsten blieb das Konzept dasselbe. Trotz großer Promotion und wegen eher schwachen Einschaltquoten wurde die Show nach 5 Episoden eingestellt. Kommentatoren waren Jim Ross und Jerry Lawler.

### 2024–heute
Nach dem ursprünglichen Wechsel zu Fox im Jahr 2019 wechselte SmackDown im Jahr 2024 im Rahmen eines Fünfjahresvertrags mit NBCUniversal zu USA Network. Im Rahmen der Vereinbarung wurde festgelegt, dass WWE für die Dauer der Vereinbarung jährlich vier Primetime-Specials für NBC produzieren würde. Am 17. September 2024 gab WWE bekannt, dass sie eine zweite Neuauflage des Saturday Night's Main Event senden wird, wobei die erste Folge am 14. Dezember im Nassau Coliseum ausgestrahlt wurde.

## DVD-Veröffentlichung
2009 veröffentlichte die WWE ein 3-DVD-Set unter dem Titel The Best of Saturday Night’s Main Event mit den Highlights der Fernsehsendung in beiden Ausstrahlungszeiträumen.